# توماس ابركرومبي (كرة سلة)
توماس ابركرومبي (بالإنجليزية: Thomas Abercrombie) مواليد 5 يوليو 1987 في أوكلاند، هو لاعب كرة سلة نيوزلندي. بدأ مسيرته الاحترافية في سنة 2008. يلعب في الدوري التركي لكرة السلة.

## المسيرة الاحترافية
لعب مع نيو زيلاند بريكرز في الدوري الأسترالي في سنة 2008، ثم لعب مع أسفيل باسكت في الدوري الفرنسي في سنة 2014، ثم لعب مع سان سباستيان غيبوثكوا بي سي في الدوري الإسباني في سنة 2015، ثم لعب مع نادي كارشياكا لكرة السلة في سنة 2016.

## سجل المنافسة
شارك في المنافسات التالية:
- كأس العالم لكرة السلة 2014
- بطولة أمم أوقيانوسيا لكرة السلة 2009
- بطولة أمم أوقيانوسيا لكرة السلة 2011
- بطولة أمم أوقيانوسيا لكرة السلة 2013

## روابط خارجية
- توماس ابركرومبي على موقع الاتحاد الدولي لكرة السلة (الإنجليزية)
- توماس ابركرومبي على موقع الدوري الإسباني لكرة السلة (الإسبانية)
- توماس ابركرومبي على موقع كرة السلة الأوروبية.كوم (الإنجليزية)
- توماس ابركرومبي على موقع كلية كرة السلة في سبورتس رفرنس.كوم (الإنجليزية)
- توماس ابركرومبي على موقع ريلجم (الإنجليزية)
- توماس ابركرومبي على موقع بروبوليرز (الإنجليزية)
- توماس ابركرومبي على موقع سبورتس رفرنس (الإنجليزية)
- توماس ابركرومبي على موقع اللجنة الأولمبية النيوزيلندية (الإنجليزية)